# J. B. S. Haldane
John Burdon Sanderson Haldane (Oxford, 5 de novembro de 1892 — Bhubaneswar, Orissa, Índia, 1 de dezembro de 1964), que normalmente usava "J.B.S." como prenome, foi um pensador marxista, geneticista e biólogo britânico-indiano.
Haldane foi um dos fundadores, junto com Ronald Fisher e Sewall Wright, da Genética populacional. Ajudou a desenvolver as tabelas de mergulho usadas pela Marinha Inglesa e Americana durante a II Guerra Mundial, e que serviu de base para as tabelas usadas até hoje por todos os mergulhadores. Emigrou em 1957 para a Índia, obtendo a cidadania indiana. Haldane também deu a ideia aceita até hoje sobre a origem da vida, assim como Oparin. Além disso, no seu tratado intitulado "Enzimas" sugeriu que as interações fracas que se estabelecem entre a enzima e o seu substrato poderiam ser usadas para distorcer a molécula do substrato e catalisar a reação. Esse conhecimento representa o cerne da compreensão atual da catálise enzimática.

## Biografia

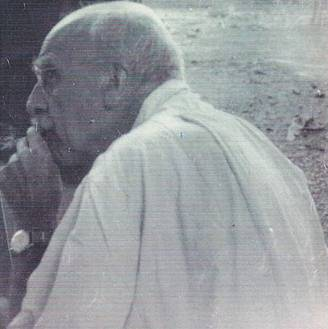
Haldane em 1964

Haldane nasceu na cidade de Oxford, filho do fisiologista John Scott Haldane e de Louisa Kathleen Haldane, descendente de uma família aristocrata intelectual escocesa; sua irmã mais nova, Naomi, se tornou escritora. Seu tio, Richard Haldane I, Visconde Haldane, era político e Secretário de Estado de Guerra, e sua tia era a autora Elizabeth Haldane. Seu pai era um cientista, filósofo e liberal, e sua mãe uma conservadora. Haldane interessou-se no trabalho de seu pai logo durante a infância. O resultado de seu longo estudo do mundo natural e sua devoção a evidências empíricas o tornaram ateu. Ele sentia que o ateísmo era a única dedução disponível em vista de todas as evidências, dizendo, "Minha prática como cientista é ateia. Isso quer dizer, quando realizo um experimento eu assumo que nenhum deus, anjo ou demônio irá interferir em seu curso... Eu seria intelectualmente desonesto se eu não fosse ateísta com os assuntos do mundo".
Morreu aos 72 anos, em 1 de dezembro de 1964.

## Contribuições científicas
Seguindo os passos de seu pai, a primeira publicação de Haldane foi sobre o mecanismo de troca gasosa pela hemoglobina no The Journal of Physiology. Ele investigou vários aspectos das funções renais e do mecanismo de excreção.
Haldane foi uma das três principais figuras a desenvolver a teoria matemática da genética populacional, junto com Ronald Fisher e Sewall Wright. Ele desempenhou um papel importante na síntese evolutiva moderna do início do século XX. Ele restabeleceu a seleção natural como o mecanismo central da evolução, explicando-a como uma consequência matemática da herança mendeliana. Ele escreveu uma série de dez artigos, A Mathematical Theory of Natural and Artificial Selection, derivando expressões para a direção e taxa de mudança de frequências genéticas, e também analisando a interação da seleção natural com mutação e migração. A série consiste em dez artigos publicados entre 1924 e 1934 em periódicos como Biological Reviews (parte II), Mathematical Proceedings of the Cambridge Philosophical Society (partes I e de III a IX) e Genetics (parte X). Ele deu uma série de palestras baseadas nesta série na Universidade de Gales em 1931, e elas foram resumidas em seu livro, The Causes of Evolution, em 1932.

## Opiniões sociais e científicas
Clonagem humana
Haldane foi o primeiro a pensar na base genética para a clonagem humana e na eventual criação artificial de indivíduos superiores. Para isso, ele introduziu os termos "clone" e "clonagem", modificando o anterior "clon" que tinha sido usado na agricultura desde o início do século XX (do grego klōn, galho).
Ectogênese e fertilização in vitro
Seu ensaio Daedalus; or, Science and the Future (1924) postulou o conceito de fertilização in vitro, que ele chamou de ectogênese. Ele imaginou a ectogênese como uma ferramenta para criar indivíduos melhores (eugenia). O trabalho de Haldane foi uma influência no Admirável Mundo Novo de Huxley (1932) e também foi admirado por Gerald Heard. Vários ensaios sobre ciência foram coletados e publicados em um volume intitulado Mundos Possíveis em 1927. Seu livro, A.R.P. (Precauções contra ataques aéreos) (1938) combinou sua pesquisa fisiológica sobre os efeitos do estresse no corpo humano com sua experiência de ataques aéreos durante a Guerra Civil Espanhola para fornecer um relato científico dos prováveis efeitos dos ataques aéreos que a Grã-Bretanha sofreria durante a Segunda Guerra Mundial.

## Prêmios e honrarias
Haldane foi eleito membro da Royal Society em 1932. O governo francês conferiu-lhe a Ordem Nacional da Legião de Honra em 1937. Em 1952, ele recebeu a Medalha Darwin da Royal Society. Em 1956, ele foi agraciado com a Medalha Memorial Huxley do Instituto Antropológico da Grã-Bretanha. Ele recebeu o Prêmio Feltrinelli da Accademia Nazionale dei Lincei em 1961. Ele também recebeu um Doutorado Honorário em Ciências, uma Bolsa Honorária no New College, Oxford, e o Prêmio Kimber da Academia Nacional de Ciências dos Estados Unidos. Ele foi agraciado com a prestigiosa Medalha Darwin-Wallace da Linnean Society of London em 1958.